# Голлс (Теннессі)
Голлс (англ. Halls) — місто (англ. town) в США, в окрузі Лодердейл штату Теннессі. Населення — 2091 особа (2020).

## Географія
Голлс розташований за координатами 35°52′50″ пн. ш. 89°24′22″ зх. д. / 35.88056° пн. ш. 89.40611° зх. д. (35.880650, -89.405980).  За даними Бюро перепису населення США в 2010 році місто мало площу 9,52 км², з яких 9,49 км² — суходіл та 0,02 км² — водойми.

## Демографія
Згідно з переписом 2010 року, у місті мешкало 2255 осіб у 921 домогосподарстві у складі 609 родин. Густота населення становила 237 осіб/км².  Було 1049 помешкань (110/км²).
Расовий склад населення:
| - 70,2 % — білих - 26,9 % — чорних або афроамериканців - 0,4 % — корінних американців |

До двох чи більше рас належало 1,7 %. Частка іспаномовних становила 1,3 % від усіх жителів.
За віковим діапазоном населення розподілялося таким чином: 27,9 % — особи молодші 18 років, 56,8 % — особи у віці 18—64 років, 15,3 % — особи у віці 65 років та старші. Медіана віку мешканця становила 36,1 року. На 100 осіб жіночої статі у місті припадало 85,6 чоловіків;  на 100 жінок у віці від 18 років та старших — 78,8 чоловіків також старших 18 років.
Середній дохід на одне домашнє господарство  становив 44 325 доларів США (медіана — 37 269), а середній дохід на одну сім'ю — 51 761 долар (медіана — 45 714). Медіана доходів становила 35 938 доларів для чоловіків та 31 875 доларів для жінок. За межею бідності перебувало 32,7 % осіб, у тому числі 48,4 % дітей у віці до 18 років та 17,2 % осіб у віці 65 років та старших.
Цивільне працевлаштоване населення становило 956 осіб. Основні галузі зайнятості: освіта, охорона здоров'я та соціальна допомога — 19,6 %, виробництво — 17,5 %, публічна адміністрація — 13,2 %, роздрібна торгівля — 9,0 %.